# Benin International 2021
Die Benin International 2021 im Badminton fanden vom 18. bis zum 21. August 2021 in Ouidah statt.

## Sieger und Platzierte
| Disziplin    | Gold                                  | Silber                              | Bronze                                  |
| ------------ | ------------------------------------- | ----------------------------------- | --------------------------------------- |
| Herreneinzel | Aman Farogh Sanjay                    | Dmitriy Panarin                     | Ruan Snyman                             |
| Herreneinzel | Aman Farogh Sanjay                    | Dmitriy Panarin                     | Robert White                            |
| Dameneinzel  | Johanita Scholtz                      | Deidre Laurens Jordaan              | Madeleine Carene Leticia Akoumba Ze     |
| Dameneinzel  | Johanita Scholtz                      | Deidre Laurens Jordaan              | Adjele Joeline Degbey                   |
| Herrendoppel | Gideon Babalola Habeeb Temitope Bello | Daniel Steyn Bongani von Bodenstein | Cameron Coetzer Jarred Elliott          |
| Herrendoppel | Gideon Babalola Habeeb Temitope Bello | Daniel Steyn Bongani von Bodenstein | Ruan Snyman Robert Summers              |
| Damendoppel  | Demi Botha Deidre Laurens Jordaan     | Amy Ackerman Diane Olivier          | Adjele Joeline Degbey Pernelle Fabossou |
| Damendoppel  | Demi Botha Deidre Laurens Jordaan     | Amy Ackerman Diane Olivier          | Prospera Nantuo Cindy Tornyenyor        |
| Mixed        | Jarred Elliott Deidre Laurens Jordaan | Cameron Coetzer Amy Ackerman        | Kelvin Evans Alphous Prospera Nantuo    |
| Mixed        | Jarred Elliott Deidre Laurens Jordaan | Cameron Coetzer Amy Ackerman        | Robert White Diane Olivier              |